# Constantina (Tochter Konstantins des Großen)
Constantina (auch Constantia oder seltener Constantiana; * um 320; † 354 in Caenos Gallicanos (Bithynien)) war eine römische Kaiserin in der Spätantike. Sie war eine Tochter Konstantins des Großen und später Frau des Caesars Constantius Gallus. Als Tochter und Frau zweier Kaiser und als Trägerin des Titels Augusta („die Erhabene“; dies war in der Kaiserzeit der Ehrentitel für römische Kaiserinnen) hatte sie beträchtlichen politischen Einfluss. So unterstützte sie ihren Mann in dessen Konflikt mit ihrem Bruder, dem Kaiser Constantius II.
Sie wird als Heilige der römisch-katholischen Kirche verehrt. Ihr Namenstag ist der 18. Februar.

## Zeitgeschichtlicher Hintergrund

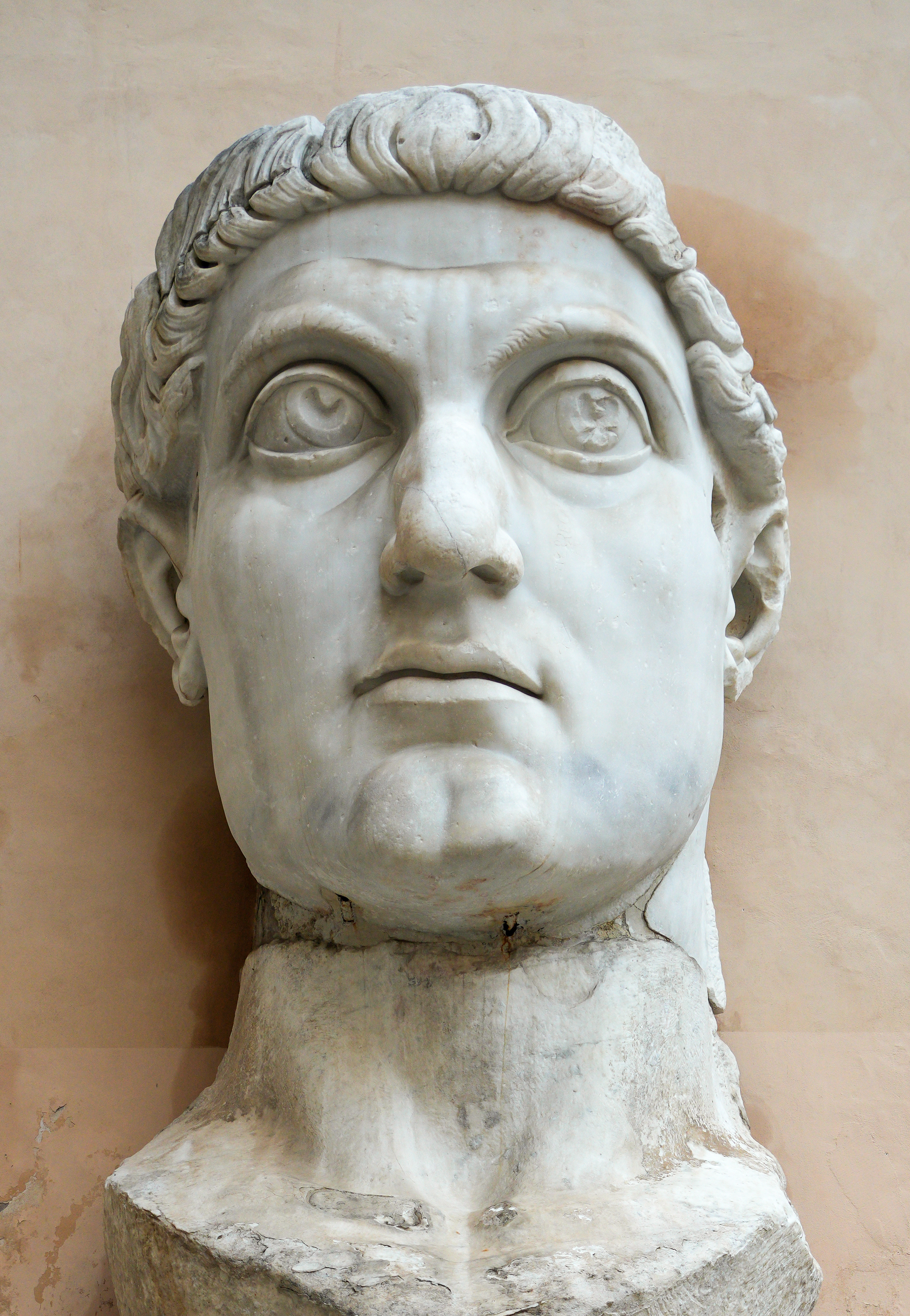
Kopf der Kolossalstatue Konstantins des Großen, Kapitolinische Museen, Rom

Zu Anfang des 4. Jahrhunderts n. Chr. herrschte Constantinas Vater Konstantin der Große über das Römische Reich, zuerst zusammen mit anderen, dann ab 324 als alleinherrschender Augustus. Konstantin sorgte während seiner Regierungszeit für die nach ihm benannte konstantinische Wende und leitete damit den Siegeszug des Christentums im Römischen Reich ein. Außerdem verlegte er die Hauptstadt in den Osten des Reiches, nach Konstantinopel.
Im Jahr 335, zwei Jahre vor seinem Tod, führte Konstantin ein Herrschaftssystem ein, das der von Kaiser Diokletian begründeten Tetrarchie ähnelte: Er setzte seine drei Söhne und einen Neffen als Caesares ein, als Unterkaiser, die jeweils einen Teil des Reiches zugeteilt bekamen, für den sie zuständig sein sollten. Anders als in der ursprünglichen Tetrarchie hatten die Caesares hier aber nur militärische Kompetenzen und ansonsten eine eher repräsentative Funktion – für Legislative und Exekutive waren die Beamten des Oberkaisers, des Augustus Konstantin zuständig, nicht die Caesares.
Nach Konstantins Tod kam es zu einer Mordserie: Im Osten töteten Militärs mehrere Mitglieder der konstantinischen Dynastie, potentielle Rivalen der Söhne Konstantins. Aber auch diese Morde verhüteten nicht die Machtkämpfe, die bald darauf folgten: Im Jahr 340 kam es zu einem Bruderkampf, in dem Konstantin II., der älteste Sohn Konstantins des Großen, von seinem jüngeren Bruder Constans ermordet wurde. Dieser fiel bald darauf dem Usurpator Magnentius zum Opfer, gegen den sich nun Constantius II., der dritte Bruder, zur Wehr setzen musste.

## Leben

### Hannibalianus und Vetranio
Constantina wurde um das Jahr 320 als älteste Tochter des Kaisers Konstantin I. und seiner zweiten Frau Fausta geboren. Damit war sie die Schwester der späteren Kaiser Konstantin II., Constantius II. und Constans sowie der Helena. Konstantin verheiratete sie um 335 mit Hannibalianus, seinem Neffen und damit ihrem Vetter. Hannibalianus war zu dieser Zeit als rex regum et Ponticarum gentium der römische Klientelkönig in Armenien, und Konstantin verlieh seiner Tochter angeblich den Titel Augusta, um sie zu ehren. Schon zwei Jahre darauf wurde Hannibalianus jedoch in den Wirren nach dem Tode Konstantins ermordet.
In der Zeit nach der Ermordung des Hannibalianus lebte Constantina im Westen des Römischen Reiches, wo zu dieser Zeit Constans herrschte, ihr jüngster Bruder. Sie wird erst 350 wieder genannt, als sie den Offizier Vetranio in Sirmium dazu überredete, sich zum Augustus proklamieren zu lassen. Dies geschah vermutlich in Abstimmung mit ihrem Bruder, dem Kaiser Constantius II., der Hilfe gegen den sich im Westen erhebenden Usurpator Magnentius brauchte. Constantius erfuhr durch einen Brief der Constantina von dem neuen Augustus und erkannte ihn sofort an, indem er ihm ein Diadem schickte. Denkbar ist, dass eine Heirat Constantinas mit Vetranio geplant war. Magnentius bot Constantius den Frieden an, indem er ihm seine Tochter zur Frau anbot, während er selbst Constantina heiraten wollte, um den Frieden abzusichern. Der Kaiser lehnte das Angebot ab.

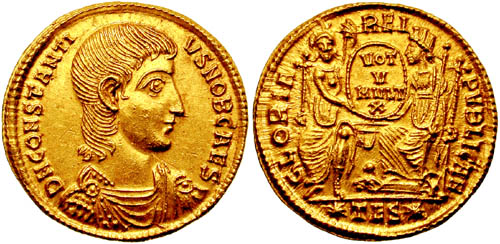
Solidus des Gallus, auf dem Rom und Konstantinopel gerühmt werden. Als Caesar ist Gallus ohne Diadem abgebildet, das nur einem Augustus zustand.

### Gallus
Im Jahr 351 hatte Constantius den Usurpator noch immer nicht besiegt, nachdem er schon im Dezember 350 Vetranio, der sich mit Magnentius verbündet hatte, entmachtet hatte. Um im Westen gegen Magnentius kämpfen zu können, die Ostfront dabei aber nicht unbewacht zu lassen, setzte er Constantius Gallus als neuen Caesar ein. Um sich dessen Loyalität zu sichern, verheiratete er seine Schwester Constantina mit Gallus. Die Hochzeit fand am 15. März 351 in Sirmium statt. Danach zog das Paar nach Antiochia um, wo Gallus residierte. Schon bald gebar Constantina ihrem Mann eine Tochter, deren Name und Schicksal unbekannt sind.
In der Darstellung des Ammianus Marcellinus, der die Hauptquelle für diese Zeit ist, wird Gallus in der Folgezeit als Tyrann und Gewaltherrscher beschrieben. Constantina, die wohl tatsächlich nicht wenig Einfluss auf ihren Mann hatte, wird von Ammian als „sterbliche Megäre“ tituliert. Tatsächlich erlaubten sich die Beiden im Osten des Reiches eigene Entscheidungen: So senkte Gallus als Reaktion auf eine Hungersnot eigenmächtig die Getreidepreise, was ihm den Zorn der wohlhabenden Bürger Antiochias einbrachte.
Einen tiefen Riss bekam das bereits angespannte Verhältnis, als die von Constantius gesandten Beamten Domitianus und Montius in Antiochia umgebracht wurden. Constantius hatte Domitianus damit beauftragt, Gallus nach Mediolanum (heute Mailand) zu locken, wo er ihn aus dem Verkehr ziehen wollte. Domitianus benahm sich allerdings so herablassend und herrisch gegenüber Gallus, dass dieser ihn schließlich – nach der Darstellung Ammians – von den Wachen gefangen nehmen ließ. Dabei kam Domitianus der Quaestor Montius zu Hilfe, was Gallus noch wütender machte. Er wiegelte eine Menschenmenge auf, die die beiden Beamten des Kaisers lynchte. Nach der Version des Kirchenhistorikers Philostorg kam Constantina hierbei eine besondere Rolle zu: Empört über das Verhalten des Montius gegenüber ihrem Mann, dem Caesar, habe sie ihn „in eigener Person weggezogen und der Leibgarde ausgeliefert“.

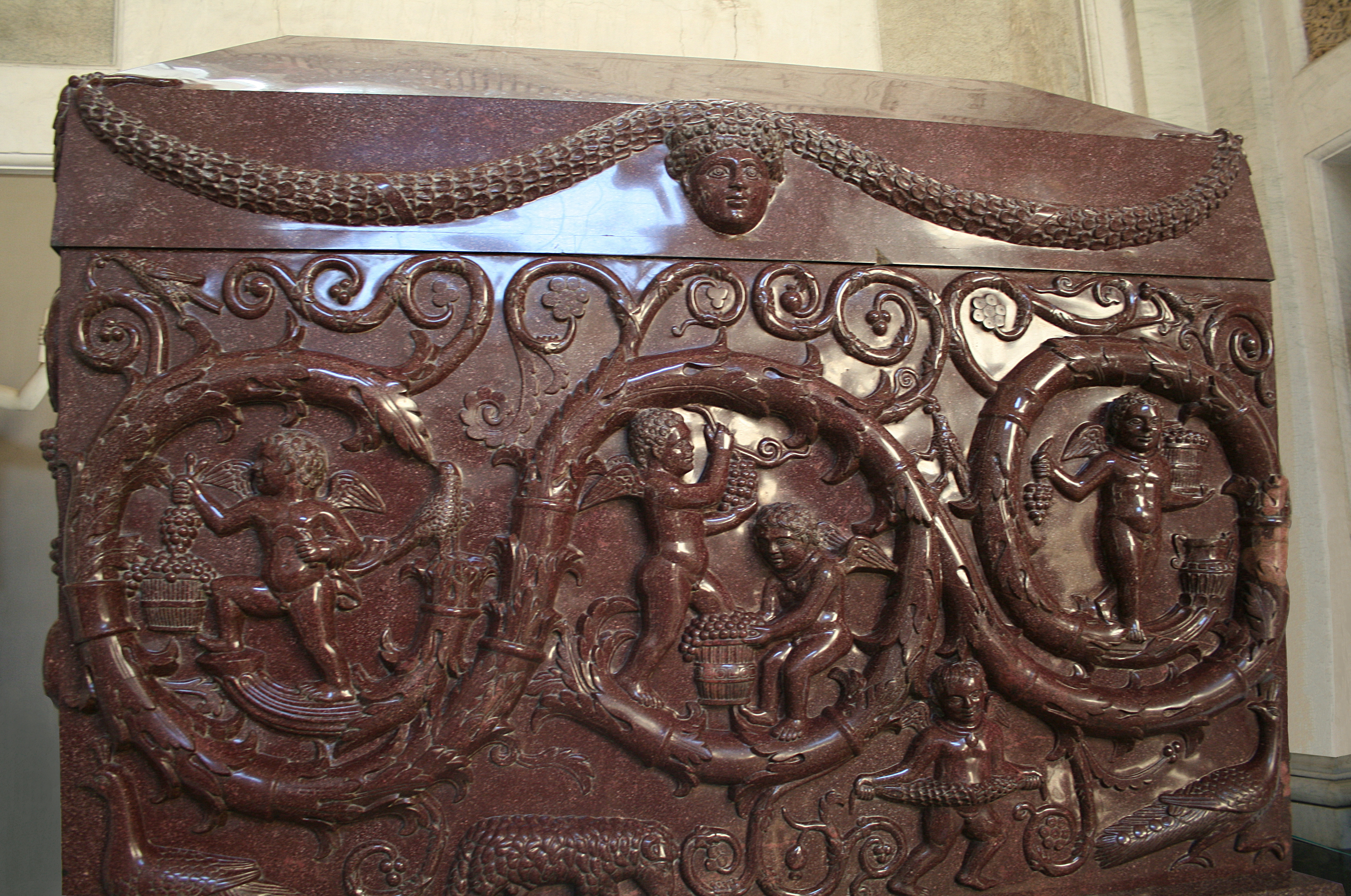
Sarkophag der Constantina

Nach diesem Lynchmord verlor Constantius endgültig die Geduld mit seinem Caesar und beorderte ihn nach Mailand. Gallus schickte seine Frau voraus, um für ihn zu sprechen, Constantina erlag aber auf der Reise auf einer Poststation in Bithynien einem Fieberanfall. Dadurch war auch das letzte Band zwischen Constantius und Gallus gerissen, und der Kaiser ließ Gallus hinrichten. Constantina wurde an der Via Nomentana bei Rom begraben. Ihre Grabstätte, in der später auch ihre Schwester Helena die letzte Ruhestätte fand, war um 350 von Konstantin I. erbaut worden – nach ihr wurde das Mausoleum Santa Costanza benannt. Ihr Sarkophag aus Porphyr befindet sich heute in den Vatikanischen Museen. Er zeigt Eroten bei der Weinauslese. Noch zu Lebzeiten hatte sie in Rom eine Kirche zu Ehren der Heiligen Agnes bauen lassen (der Vorgängerbau der heutigen Kirche Sant’Agnese fuori le mura) und ein Kloster gegründet.

## Bewertung
Constantina war sicherlich nicht die von Ammian so dargestellte „Megäre“, die „gierig nach Menschenblut“ gewesen sei. Tatsächlich scheint sie aber eine durchaus selbstbewusste Frau gewesen zu sein, die für sich Teilhabe an der Macht einforderte. Anlass dazu gab ihr die Verwandtschaft zum Kaiserhaus und zu Konstantin sowie ihr Augusta-Titel. Anders als beispielsweise ihre Schwester Helena versuchte Constantina, im Rahmen ihrer Möglichkeiten auch eigenmächtig zu handeln – ein Beispiel dafür ist die Erhebung des Vetranio zum Augustus. Was Ammian Constantina zum Vorwurf machte, war ihr Verhältnis zu Gallus, dem sie sich nicht bedingungslos unterordnete, sondern ihn beeinflusste und Druck ausübte, wenn sie es für nötig hielt. Sinnbild dafür ist eine Darstellung Ammians, in der Constantina bei einer Gerichtsverhandlung immer wieder „ihren Kopf durch den Vorhang steckte“ und Gallus zu härteren Strafen gedrängt habe. Für Ammian wäre Constantinas Welt diejenige „hinter dem Vorhang“ gewesen.
Grund für Constantinas Eheverständnis könnte abermals die Verwandtschaft zum Kaiserhaus gewesen sein, und, so sie denn glaubhaft ist, ihre Augustawürde: Als Augusta wäre sie dem Caesar Gallus nominell übergeordnet gewesen. Im Konflikt mit Constantius II. teilte Constantina die Ansicht des Gallus bezüglich der Kompetenzen eines Caesars: Die beiden gingen davon aus, dass Caesares – ähnlich, wie in der ursprünglichen, von Diokletian eingeführten Tetrarchie festgelegt – weitgehende Autonomie über die ihnen jeweils anvertrauten Gebiete haben müssten, das heißt auch legislative und exekutive Kompetenzen. Constantius II. hingegen strebte eine Alleinherrschaft ähnlich wie sein Vater Konstantin an – in dieser hatte Constantius selbst, abgesehen von der Kontrolle über das Heer, als Caesar nur eine repräsentative Funktion gehabt.

## Heiligenlegende

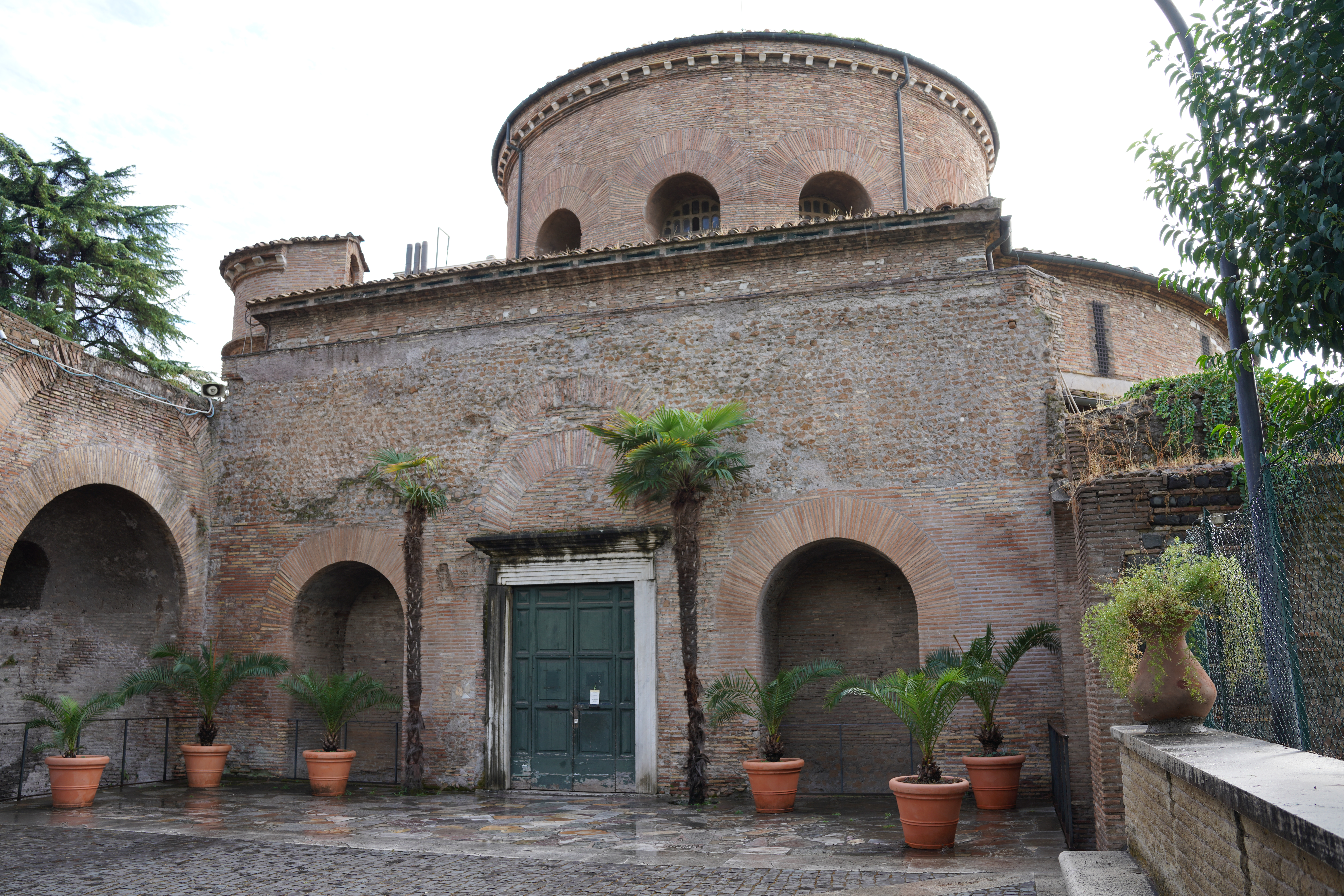
Die Kirche Santa Costanza, in der Constantina beigesetzt wurde

Im Verlaufe des 6. und 7. Jahrhunderts entstanden um Constantina in Rom zahlreiche Heiligenlegenden. Noch heute wird sie unter ihrem italienischen Namen Costanza als Heilige der römisch-katholischen Kirche verehrt. Die Legende besagt, dass die unheilbar kranke Costanza am Grab der ebenfalls heiligen Agnes von Rom († um 250) geheilt und dadurch zum Christentum bekehrt wurde. Daraufhin schwor sie sich ewige Keuschheit, jedoch war sie einem römischen Offizier namens Gallicanus versprochen. Als dieser in den Krieg gegen die Skythen ziehen musste, überredete sie ihren Vater ihm zwei christliche Diener mitzugeben, die Heiligen Paulus und Johannes. Sie selbst nahm seine zwei Töchter aus erster Ehe, Attica und Artemia, zu sich und brachte sie durch ihr Gebet zum christlichen Glauben. Die drei führten fortan ein Leben als Jungfrauen und erbauten gemeinsam die heute nur noch in Ruinen erhaltene Agnes-Basilika. In einem Haus bei der Basilika soll Costanza bis zu ihrem Tod gelebt haben. Auch Gallicanus soll nach einer Version, durch Costanza bekehrt, später ein Leben in Askese geführt haben.
Die Reliquien dieser Jungfrauen wurden von Papst Alexander IV. unter einen neuen Altar gebracht. Heute befindet sich das Grab Constanzas in der Kirche Santa Costanza in Rom. Erst im 16. Jahrhundert wurden Constanza, Attica und Artemia das erste Mal in Martyrologien, das heißt Märtyrer-Verzeichnissen, genannt. Der Namenstag Constanzas ist der 18. Februar. Sie wird (aber getrennt von Attica und Artemia) zusätzlich am 28. Januar und 17. Februar verehrt; in Verbindung mit diesen wird sie außerdem am 25. Februar und 25. Juni verehrt.